# Urosigalphus acutus
Urosigalphus acutus är en stekelart som beskrevs av Gibson 1974. Urosigalphus acutus ingår i släktet Urosigalphus och familjen bracksteklar. Inga underarter finns listade i Catalogue of Life.